# Козинка (Белгородская область)
Кози́нка — село в Грайворонском районе Белгородской области Российской Федерации. Административный центр Козинского сельского муниципального поселения
На южной окраине села находится многосторонний автомобильный пункт пропуска «Грайворон — Великая Писаревка».

## География
Село расположено на левобережье реки Ворсклы (левый приток Днепра), в юго-западной части Белгородской области (на самой границе с Украиной), на расстоянии 70 км от областного центра г. Белгорода, и 6 км к западу от районного центра г. Грайворон. Высота над уровнем моря: 122 метра. Примыкают населённые пункты: Глотово (на востоке), Заречье-Первое (на севере), Лукашовка (на западе, Сумская область).
Козинка — самое западное поселение в пределах Грайворонского района по трассе Белгород — Ахтырка. Несколько домов стоят на расстоянии нескольких метров от государственной границы России и Украины.

## История

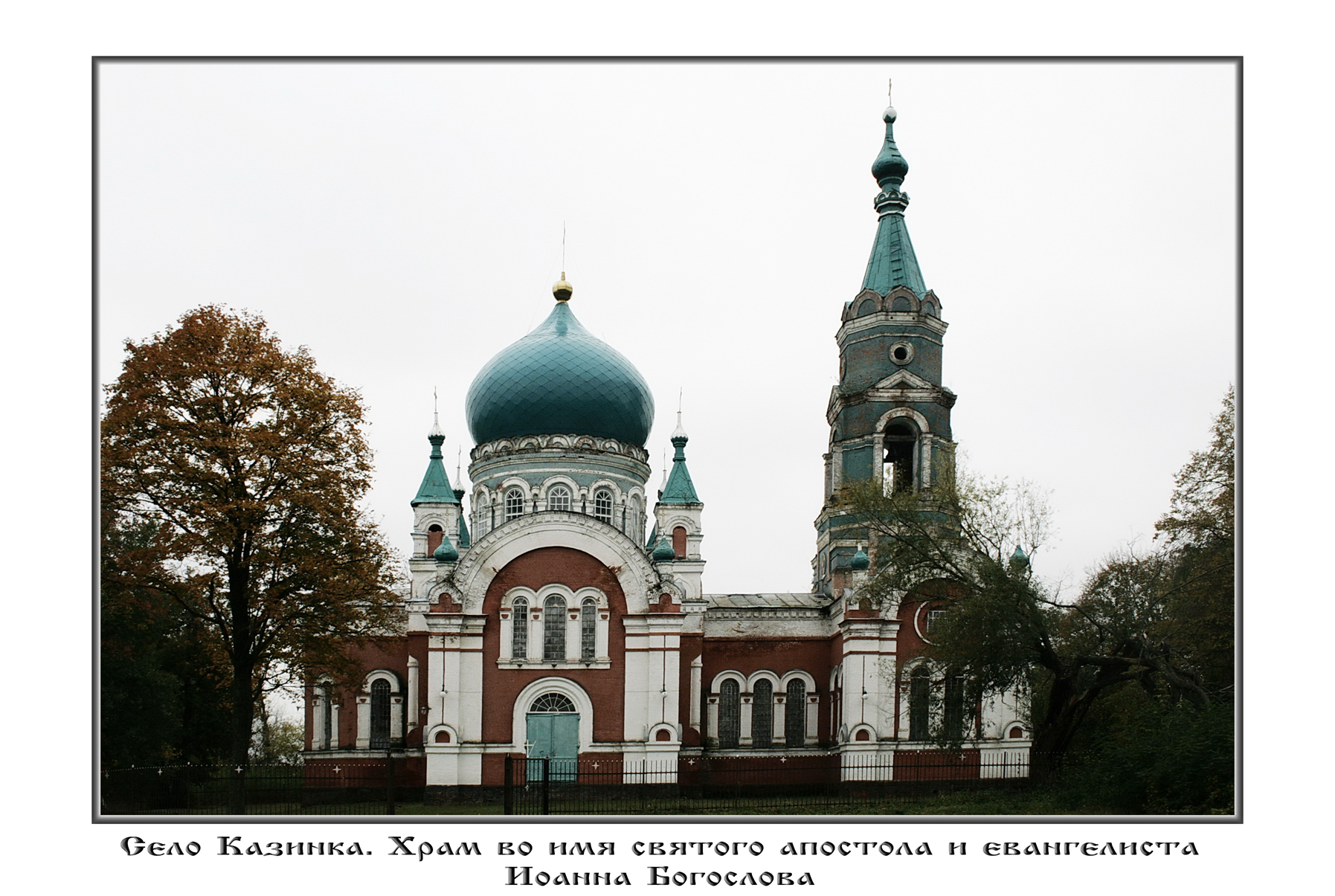
Церковь

Исторический источник свидетельствует, что годом основания поселения Вербовое значится 1663 год. В XVII веке здесь, под защитой реки находились земляные наделы первых служилых людей крепости Хотмыжск. Почти три десятилетия население деревни Вербовой пополнялось служилыми людьми крепости Хотмыжск, которые получали здесь земельные наделы за свою службу на Белгородской черте. В том же столичном архиве хранится выпись 1677 г., данная хотмыжским воеводой Федором Реновым детям боярским Аксену Пирогову и Титу Прокопову «на поместные земли, сенные покосы и всякие угодья». С 1691 года новый митрополит Белгородский и Обоянский Амвросий скупал у жителей деревни Вербовой поместные земли..
Позднее, прибывшие и поселённые здесь черкасы или малороссы, дали новое название селению — Козинка.
Согласно археологическим находкам селение имеет древнюю историю, о чём свидетельствуют найденные в левобережной части села наконечники стрел, принадлежащие скифской культуре.
В 1896 году в честь восшествия и бракосочетания императора Николая II самими жителями села было начато строительство храма во имя Святого Апостола Иоанна Богослова, завершённое в 1907 году.

#### Российско-украинская война
22 мая 2023 года в село зашла украинская диверсионно-разведывательная группа. Прорыв диверсантов был остановлен массированным встречным огнем со стороны Пограничной службы ФСБ. В результате ДРГ ВСУ была вынуждена отойти от российской границы.
Во время столкновений в марте 2024 года в селе были значительно разрушены две улицы — Мира и Республиканская, а также переулок Зелёный, которые непосредственно граничат с госграницей. Сильные разрушения получил храм Иоанна Богослова.

## Население
| 2002 | 2010  |
| ---- | ----- |
| 1231 | ↘1097 |

## Экономика
В селе расположено ООО «Козинское», созданное на базе бывшего колхоза «Дружба», где трудятся более 80 человек. ООО «Козинское» — сельскохозяйственное предприятие, которому принадлежит придорожный торговый комплекс с большим набором услуг.
В конце января 2014 года в селе открылось предприятие по производству древесных топливных гранул — ООО «Медесан».

## Социальные объекты
На территории села находились средняя школа, социально-реабилитационный центр, модельный дом культуры, библиотека, фельдшерско-акушерский пункт, почтовое отделение связи, отделение Сбербанка.